# درسة رمادية الرقبة
الدرسة رمادية الرقبة (Emberiza buchanani) هي نوع من الطيور من عائلة العنبريات.